# 理查德·威廉姆斯
小理查德·多夫·威廉士（1942年2月14日—），美国网球教练，网球名将维纳斯（大威）和塞雷娜·威廉姆斯（小威）的父亲。

## 早年
威廉士出生在美国路易斯安那州什里夫波特，有四个妹妹，是家中老大。一家人最初住在靠近铁轨路轨的东79街。高中毕业后，威廉姆斯搬到密歇根州薩基諾，最终在加州定居。

## 网球教练生涯

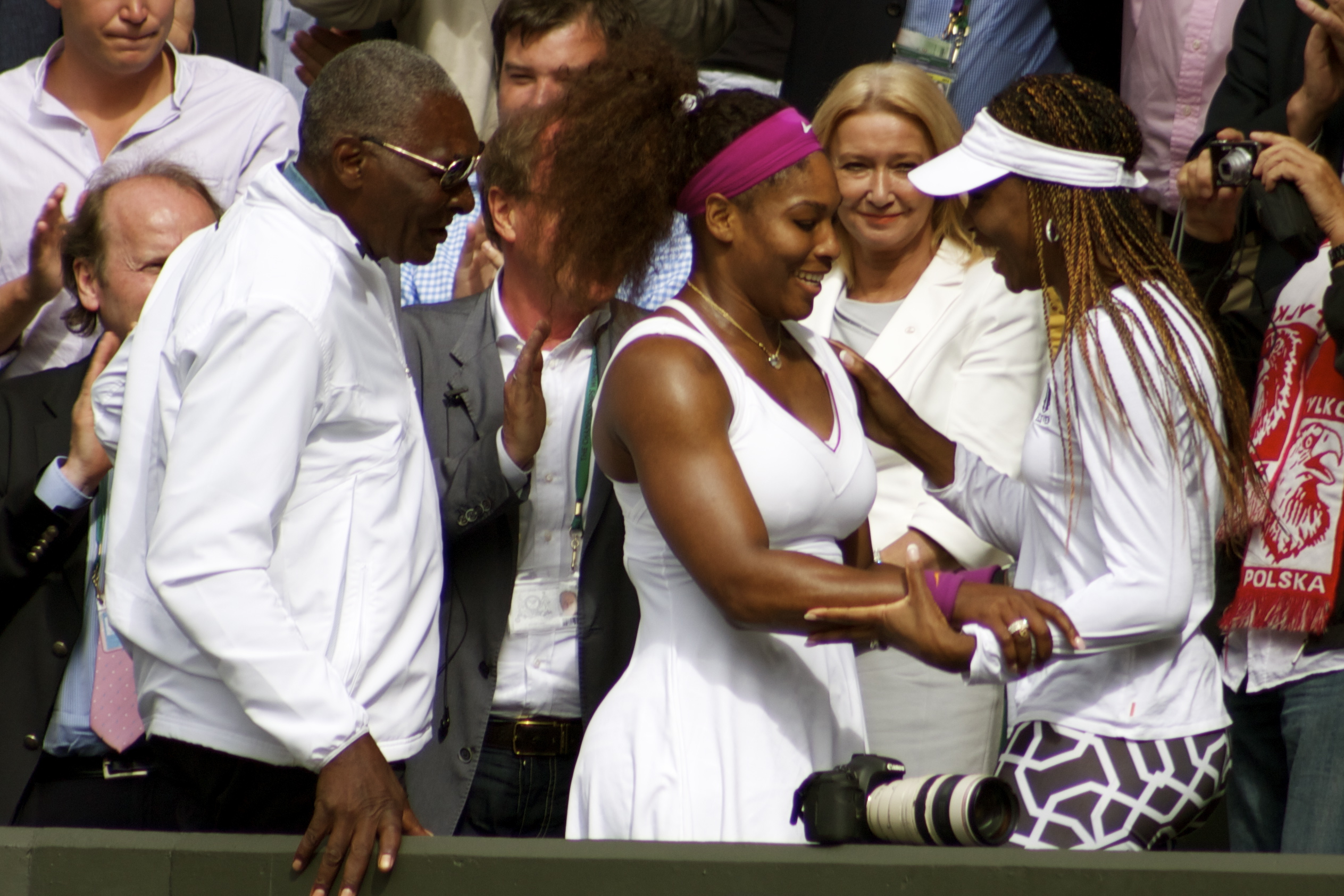
小威赢得2012年温布尔登网球锦标赛后，威廉姆斯与两个女儿庆祝

威廉士年少跟随名叫“老威士忌”（Old Whiskey）的男子学习网球，他看到维珍妮娅·鲁齐奇在电视上打网球，决定要女儿们未来担任职业网球运动员。他写了一份78页的计划，在大小威4岁半的时候，就开始教她们打网球，带去公共网球场练习。不过他后来表示姐妹俩开始学习的时候毕竟太年轻，六岁学的话会更好。之后，他带两人参加什里夫波特网球锦标赛。1995年，威廉姆斯让两人从网球学院辍学，亲自教她们打球。
1999年，小威赢得美国网球公开赛冠军，大威则在2000年温布尔登网球锦标赛上击败林赛·达文波特赢得冠军。大威取胜后，理查德高喊“冲出康普顿”，这是美国嘻哈组合N.W.A的一首歌，这个组合在加州洛杉矶康普顿发迹，那是威廉姆斯一家曾经居住过的地方。他跳上NBC的广播席，突然抓住克里斯·埃弗特，又跳了一支庆祝胜利的舞蹈。埃弗特表示解说员当时还以为屋顶快塌了。

## 个人生活
威廉士有过多段婚姻。第一段婚姻是他搬到加州的时候，当时他遇见贝蒂·约翰逊（Betty Johnson），两人于1965年结婚，有五个孩子（三个儿子和两个女儿），1973年离婚。
第二段婚姻是1979年，他遇见育有三个孩子、丧夫的奥拉森·普莱斯。两人于1980年结婚，婚后生下了大威和小威，一家人住在加州康普顿，最终两人于2002年离婚。
理查德还有几个情况不详的孩子，包括查沃伊塔·勒萨内（Chavoita LeSane）。2011年，一位成年的儿子出现在球场边。
大小威职业生涯晚期，理查德退居幕后，开始转移爱好，包括摄影。与奥拉森·普莱斯离婚，理查德被发现与比大威大一岁的杂货店老板莱克夏·胡安妮塔·格雷厄姆（Lakeisha Juanita Graham）约会，引发公众的兴趣。两人于2010年结婚，2017年离婚，儿子迪伦（Dylan）2012年出生。
2016年7月，威廉士中风，他当时的妻子莱克夏表示他的情况还算稳定。随后他多次中风。
理查德·威廉士的传记片《王者理查》由威尔·史密斯主演，雷纳尔多·马库斯·格林导演，扎克·贝林（Zach Baylin）编剧，由华纳兄弟影业发行，定于2021年11月19日上映。

## 著作
- With Bart Davis, Black and White: The Way I See It (New York: Atria Books, 2014, ISBN 978-1476704203).[12]